# Badessania metatarsalis
Badessania metatarsalis is een hooiwagen uit de familie Samoidae. De wetenschappelijke naam van Badessania metatarsalis gaat terug op Roewer.